# 上內伯科格爾山

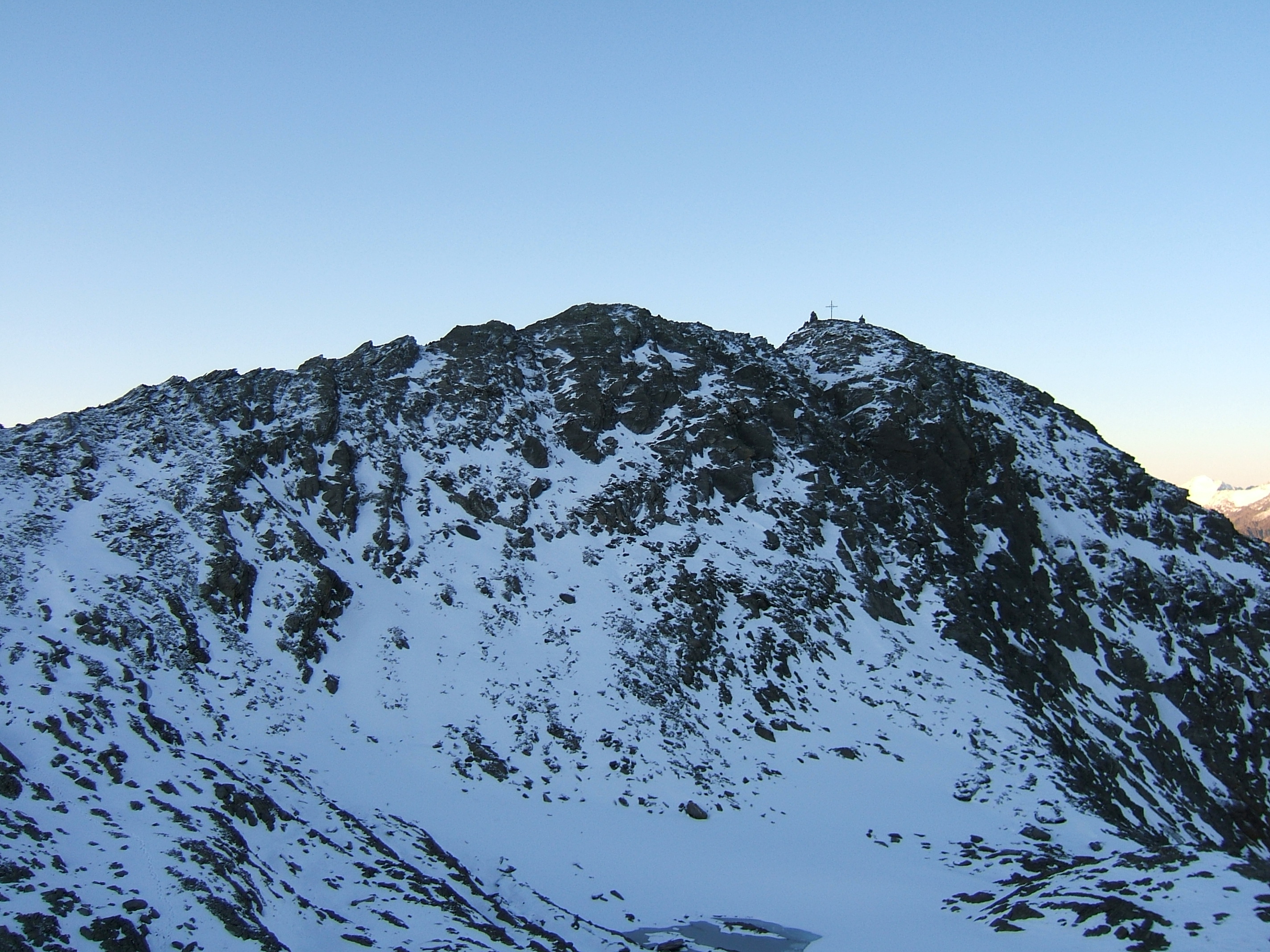

46°58′45″N 11°3′50″E / 46.97917°N 11.06389°E
上內伯科格爾山（德語：Hoher Nebelkogel），是奧地利的山峰，位於該國西部，由蒂羅爾州負責管轄，屬於斯圖拜阿爾卑斯山脈的一部分，海拔高度3,211米，每年平均降雨量1,426毫米。